# Marșul asupra Bucureștiului
Marșul asupra Bucureștiului a fost o mișcare de protest organizată de Partidul Național Țărănesc, sub forma unui marș care trebuia să pornească de la Alba Iulia spre București, pe data de 6 mai 1928. Data de 6 mai coincide cu data în care Partidul Național Țărănesc a convocat la Alba Iulia o mare adunare cu scopul de a obliga guvernul liberal să demisioneze. Concomintent avea să aibă loc și revenirea în țară a lui Carol al II-lea, care fusese radiat din familia regală dar care se afla în stadiu avansat de tratative cu Maniu pentru a reveni pe tronul României (așa-zisa „Restaurație”). Carol se afla în Anglia și urma să zboare la Alba Iulia, unde avea să se proclame rege. Marșul avea deci scopul de a-l instala pe Carol pe tron, la București. El s-a transformat însă într-un protest la adresa guvernului.

## Desfășurarea evenimentelor
Cu câteva zile înainte, avionul lui Carol cu care urma să zboare la Alba Iulia a fost descoperit de englezi pe aeroportul Corydon de lângă Londra. Datorită intervenției făcute la Londra de guvernul român, Carol a fost expulzat din Anglia și obligat să părăsească țara în termen de 48 de ore, pe motiv că prezența sa a devenit indezirabilă și că a abuzat de ospitalitatea care i s-a acordat. A fost nevoit să-l informeze pe Maniu că nu va mai putea sosi la timp.
Datorită absenței iminente a lui Carol, marșul și-a pierdut scopul inițial iar Maniu a decis ca la Adunare să se axeze doar pe formularea unei moțiuni prin care să-i oblige pe liberali să demisioneze din Guvern. Ion Mihalache însă, a continuat să susțină desfășurarea marșului, care ar fi strâns adeziunea unui număr mare de oameni, preconizați a participa la adunarea partidului. Maniu s-a opus, conștient fiind că lipsind motivul „Restaurației”, marșul ar avea aspectul unei lovituri de stat. 
În ziua de 6 mai, țărăniștii au reafirmat adeziunea PNȚ la actul Unirii, prin vocea lui Maniu. Mihalache în schimb a ținut un discurs violent la adresa „oligarhiei” de la București. Pe lângă țărăniști, socialiștii și comuniștii au contribuit la revendicările de revizuire a Unirii, ceea ce a încălzit și mai tare spiritele. La finalul Adunării, cu toate că Maniu a încercat să-i determine pe manifestanți să se întoarcă la casele lor, manifestația s-a transformat inevitabil într-un marș îndreptat împotriva guvernului. În două coloane, manifestanții s-au îndreptat spre Vințul de Jos și Teiuș, unde au ocupat gările și au cerut trenuri pentru a se deplasa la București. 
Speriat că își va lega numele de marșul ilegal, Maniu a intrat în contact cu reprezentanții guvernului și a colaborat cu Gheorghe Tătărescu pentru oprirea marșului. În consecință, Tătărescu a trimis mai multe garnituri la Alba Iulia, care au preluat mare parte din mulțime și a împrăștiat-o prin țară, în diferite direcții. Cei care au plecat dezorganizat direct spre Capitală, au fost hărțuiți în permanență de jandarmi și după ce au parcurs câteva zeci de kilometri, au fost nevoiți să renunțe.

## Caracterul mussolinian
Asemănarea cu celebrul „Marș asupra Romei”, organizat de Mussolini în 1922, a adus numeroase critici Partidului Național Țărănist. Despre caracterul mussolinian al „Marșului asupra Bucureștiului”, Alexandru Averescu scria: „Atunci s-a recurs la comica idee a marșului asupra Bucureștiului. Nu lipsea decât un mic detaliu, un Mussolini al II-lea! De la Mussolini la Kerensky, distanța este formidabilă! Lumea s-a pus în mișcare. Cum s-a terminat acest marș, se știe, mai decât în coadă de pește. Este de notat naiva idee  de a crede că ocupând o gară, se putea, numai din acel fapt, organiza trenuri care să ducă <<poporul>>, adică tunul cel mare, până la Sodoma pentru a o face una cu pământul! A doua zi în București s-a anunțat punerea în mișcare a celor două coloane, care au pornit fără voia conducătorilor, dar care au aceeași țintă cu conducătorii: cucerirea Bucureștilor! Înțelege cineva ceva în acest galimatias?”.
Istoricul român Alex Mihai Stoenescu, apreciază că: „Marșul asupra Bucureștiului se dorea a fi o copie a Marșului asupra Romei organizat de Mussolini în 1922” și că „până și motivațiile erau aceleași”. În urma negocierilor cu guvernul Italiei, fasciștii ceruseră formarea guvernului, dar li se refuzase din cauza platformei politice radicale. Și mișcarea fascistă punea problema monarhiei, dorind un rege favorabil curentului proletar-țărănesc. Atunci când guvernul italian a refuzat, Mussolini a organizat un mare congres fascist la Napoli, în ziua de 24 octombrie 1922, urmat de un marș până la Roma. În România, ca și în Italia, Adunarea a declarat guvernul liberal „anticostituțional” iar națiunea „în stare de legitimă apărare și îndreptățită la folosirea oricăror mijloace pentru înlăturarea acestui regim”.